# 邱祺缘
邱祺缘（2007年5月24日—），中国女子竞技体操运动员，2023年亚洲竞技体操锦标赛女子团体全能、女子个人全能和女子高低杠金牌得主、2023年世界竞技体操锦标赛女子高低杠金牌得主。